# Чатам (Илиноис)
Чатам (енгл. Chatham) град је у америчкој савезној држави Илиноис.

## Демографија
По попису из 2010. године број становника је 11.500, што је 2.917 (34,0%) становника више него 2000. године.
| Група             | 2000.         | 2010.          |
| Белци             | 8.311 (96,8%) | 10.594 (92,1%) |
| Афроамериканци    | 66 (0,8%)     | 284 (2,5%)     |
| Азијати           | 77 (0,9%)     | 213 (1,9%)     |
| Хиспаноамериканци | 66 (0,8%)     | 227 (2,0%)     |
| Укупно            | 8.583         | 11.500         |